# Риломанастирска гора
Риломанастирска гора е резерват разположен в планината Рила.

## Основаване и статут
Обявен е за резерват с обща площ 3676.5 хектара със Заповед No.307 на Комитета за опазване на природната среда при Министерския съвет от 10 април 1986 година, за да се запазят първични горски екосистеми от иглолистни и смесени елови и букови гори. Впоследствие площта е променяна през 1992 и актуализирана през 2018 год. до сегашните 36 717,779 дка (2021 г.)

## География
Резерватът обхваща алпийската част и горските формации от двете страни на Рилска река, между връх Мальовица и връх Бричебор. Той е много интересен в геоморфоложко отношение. Особено забележителен е районът около Кирилова поляна с красивата скалиста дъга, включваща върховете Купените, Ловница, Злият зъб, Двуглав, Иглата, Орловец и Елени връх. Целият склон към долината на реката е нарязан от многобройни стръмни улеи, наричани Злите потоци, по чиито дълбоки и стръмни корита се свличат много лавини. Най-известен от тях е Белият улей, над който е надвиснал назъбеният гребен на Дяволските игли.

## Флора
Резерватът представлява еталон на смесените широколистно-иглолистни гори с главно участие на елата и бука. Високопланинската популация на горуна е уникална за страната, като на места участва във формирането на горната граница на гората. В субалпийския пояс е добре застъпен клекът. За резервата са характерни редица редки, застрашени и защитени от закона видове — рилска теменуга, рилско подрумиче, рилски ревен, разперена светлика, ресничест дебелец, българско омайниче, алпийска каменоломка.

## Фауна
Срещат се редица редки и застрашени видове, някои от които са включени в Червената книга на България – дивата коза, мечка, златка,бялка вълк, пернатонога кукумявка, черен кълвач, глухар, лещарка, сокерица, червеногръдка, скална лястовица, гарван,обикновен мишелов, смок мишкар, планинска жаба. Могат да се видят и еленът, сърната, лисицата, дивата свиня. От влечугите и земноводните се срещат: жабата дървесница, дъждовника, слепока, живородящия гущер.